# Tofflan byter hamn (roman)
Tofflan byter hamn är en roman skriven av Gösta Gustaf-Janson och utgiven 1964. Boken  filmatiserades 1967.

## Handling
I romanen Tofflan byter hamn är huvudpersonerna adjunkten Ingvar Lundberg och den alkoholiserade ingenjören Morgan Alm.
Lundberg skall arbeta som informatör åt Alms oregerlige son. Men det visar sig att Alm har en plan för att förändra hela sitt liv som Lundberg skall hjälpa till att genomföra.

## Källa
- Gustaf-Janson, Gösta (1964). Tofflan byter hamn. Stockholm: Albert Bonniers Förlag. Libris 1788281